# We Are the Dead
We Are the Dead är en låt skriven och framförd av David Bowie och som finns med på hans album Diamond Dogs från 1974. Låten släpptes även som B-sida till TVC 15 från 1976.